# توم جاغر
توم جاغر (Tom Jager) هو لاعب أولمبي لرياضة السباحة من الولايات المتحدة. شارك في الأولمبياد الصيفي في 1984–1992، وفاز بما مجموعه 7 ميداليات.

## الميداليات
| ذهب | فضة | برونز | المجموع |
| 5   | 1   | 1     | 7       |

## روابط خارجية
- توم جاغر على موقع الاتحاد الدولي للسباحة (الإنجليزية)
- توم جاغر على موقع SwimRankings.net (الإنجليزية)
- توم جاغر على موقع قاعة مشاهير السباحة العالمية (الإنجليزية)
- توم جاغر على موقع اللجنة الأولمبية الدولية (الإنجليزية)
- توم جاغر على موقع أوليمبيديا (الإنجليزية)